# Karl Freiherr von Thüngen
Karl Freiherr von Thüngen (26 de junio de 1893 - 24 de octubre de 1944) fue un general alemán en la Wehrmacht durante la II Guerra Mundial quien fue ejecutado en 1944 después del fallido complot del 20 de julio.

## Biografía
Durante la II Guerra Mundial, Thüngen sirvió en el frente oriental, en 1942 y 1943 con la 18.ª División Panzer. El 6 de abril de 1943 le fue concedida la Cruz de Caballero de la Cruz de Hierro. El 20 de julio de 1944, fue elegido por los conspiradores como el comandante del grupo de defensa III (Berlín), sucediendo al arresto del General Joachim von Kortzfleisch. No siguió las órdenes de los conspiradores y más tarde tomó parte en el interrogatorio al Mayor Hans-Ulrich von Oertzen, un partidario del complot bajo su mando.
Sin embargo, fue subsiguientemente arrestado por la Gestapo. Fue expulsado del ejército por el tribunal de honor y después por el Tribunal del Pueblo, fue sentenciado a muerte por Roland Freisler el 5 de octubre de 1944 y fusilado por un pelotón de fusilamiento en la Prisión de Brandeburgo-Görden el 24 de octubre de 1944.

## Familia
Karl Freiherr von Thüngen era el hijo de Karl Ernst Freiherr von Thüngen (1839-1927) y Eva Elisabeth Maier (n. 1874). Se casó dos veces. Su primer matrimonio tuvo lugar el 11 de febrero de 1919 con Margit Edle von Schultes († 1932). El 5 de abril de 1934 contrajo matrimonio con Marie Freiin von Michel-Raulino (1893-1978). Karl Freiherr Michel von Tüßling era su primo.

## Condecoraciones
- Cruz de Hierro (1914)[3]
  - 2.ª Clase
  - 1.ª Clase

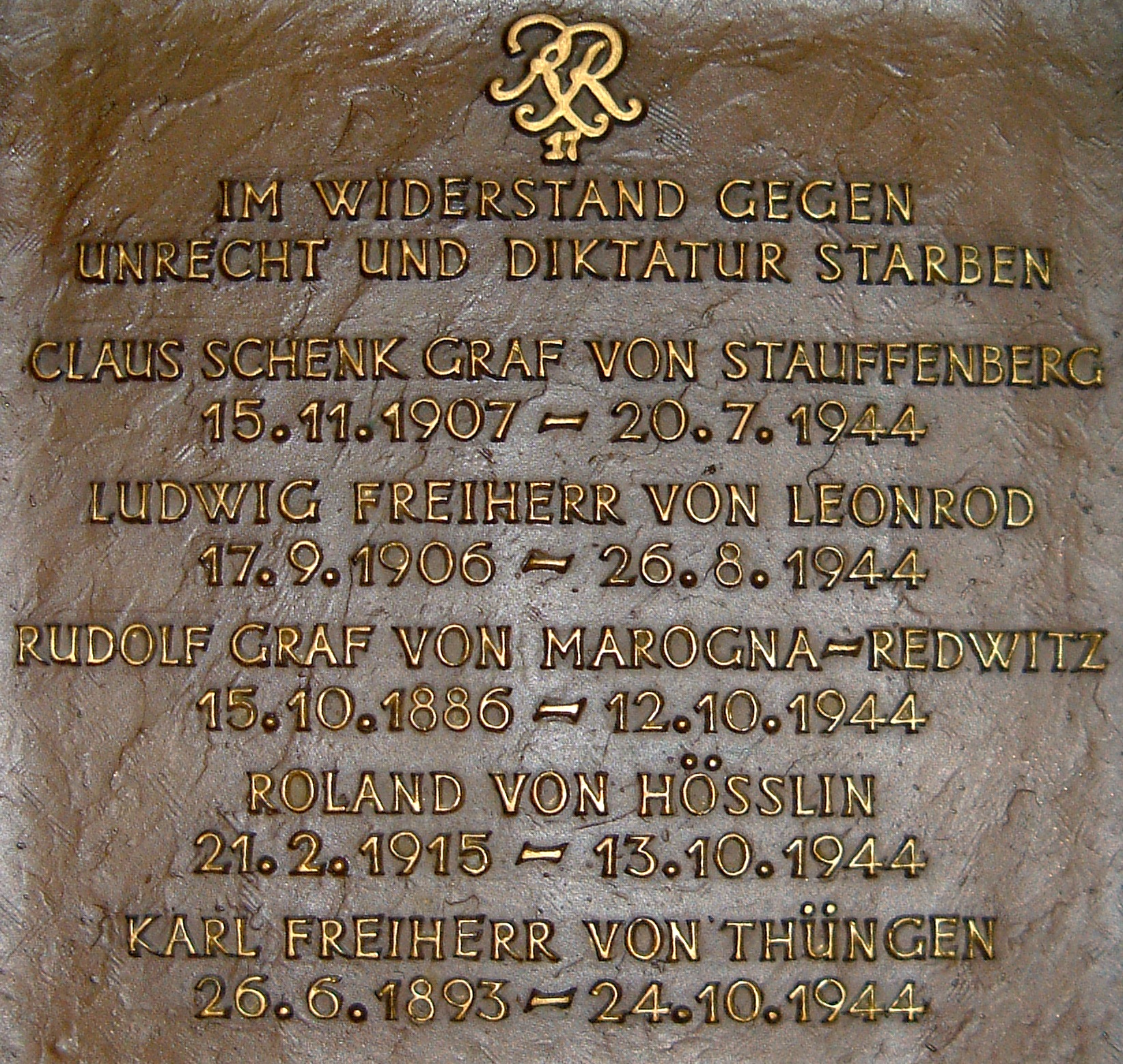
Catedral de Bamberg: una placa conmemora los cinco "soldados de Bamberg"

- Cruz Alemana en Oro (18 de octubre de 1941)[4]
- Cruz de Caballero de la Cruz de Hierro el 6 de abril de 1943 como Generalleutnant y comandante de la 18.ª División Panzer